# رانونگن
رانونگن (به آلمانی: Rannungen) یک شهر در آلمان است که در Bad Kissingen واقع شده‌است. رانونگن ۱٬۲۱۸ نفر جمعیت دارد.